# Duiliu Zamfirescu
Duiliu Zamfirescu (ur. 30 października 1858 w Dumbrăveni – dziś Plăinești w okręgu Vrancea, zm. 3 czerwca 1922 w Agapie koło Rymnika) – rumuński powieściopisarz, poeta, dramaturg i polityk, pełniący w rządzie Alexandru Averescu funkcję ministra spraw zagranicznych od 13 marca do 12 czerwca 1920 r. Członek Akademii Rumuńskiej od 1909 r.